# Peter Richter (Gartenbauwissenschaftler)
Peter Richter (* 25. Dezember 1928 in Leipzig) ist ein deutscher Gartenbauwissenschaftler.

## Leben
Er studierte Gartenbau und promovierte 1956 an der Humboldt-Universität zum Dr. agr. bei Helmut Rupprecht. 1960 wurde er mit der Wahrnehmung einer Dozentur für Zierpflanzenbau beauftragt und 1969 zum Dozenten ernannt. 1972 erwarb er den Dr. sc. agr. an der Sektion Gartenbau der HU Berlin. Danach wurde er zum Professor für Zierpflanzenbau berufen.

## Schriften (Auswahl)
- Zierpflanzenproduktion im Freiland. Berlin 1989, ISBN 3-331-00387-5.